# John Delaney
John Kevin Delaney (Wood-Ridge, Nueva Jersey, 16 de abril de 1963) es un político americano quien se desempeñó como Representante de Estados Unidos para el 6to Distrito Congresional de Maryland. Es miembro  del Partido Democrático y fue candidato a las elecciones Primarias presidenciales del Partido Demócrata de 2020.
El 28 de julio de 2017, Delaney se convirtió en el primer demócrata en anunciar que se postularía para presidente en 2020.  Delaney no se postuló para la reelección al Congreso en 2018, prefiriendo centrarse en su campaña presidencial, y David Trone fue elegido para sucederlo.

## Educación y vida temprana
Delaney creció  en Wood-Ridge, New Jersey, hijo de Elaine (Rowe) y Jack Delaney, un electricista. Tiene ascendencia irlandesa. Delaney estuvo parte de su juventud trabajando en construcción con su padre.
Las becas le ayudaron a ir a la universidad gracias al sindicato de su padre (IBEW 2 Lugareño 164) así como la Legión Estadounidense, la VFW, y el Club de Leones. Se graduó en el Instituto católico de Bergen, y obtuvo un grado de licenciatura de la Universidad de Columbia, en 1985, y un grado del Centro de Ley Universitaria Georgetown, en 1988. En febrero 2015, Delaney recibió un honorary doctor de grado de leyes de Universidad de Washington en Chestertown, Maryland.